# Nautiliniella calyptogenicola
Nautiliniella calyptogenicola är en ringmaskart som först beskrevs av Michiya Miura och Laubier 1989.  Nautiliniella calyptogenicola ingår i släktet Nautiliniella och familjen Nautiliniellidae. Inga underarter finns listade i Catalogue of Life.